# ديمتري غروزديف
ديمتري غروزديف (الروسية: Груздев, Дмитрий Николаевич) ولد بتاريخ 13 مارس 1986، هو دراج كازاخستاني في صنف سباق الدراجات على الطريق.

## روابط خارجية
- ديمتري غروزديف على موقع الاتحاد الدولي للدراجات (الإنجليزية)
- ديمتري غروزديف على موقع أرشيف الدراجات (الإنجليزية)
- ديمتري غروزديف على موقع إحصائيات الدراجات الإحترافية (الإنجليزية)
- ديمتري غروزديف على موقع نسبة الدراجات (الإنجليزية)
- ديمتري غروزديف على موقع CycleBase (الإنجليزية)
- ديمتري غروزديف على موقع أوليمبيديا (الإنجليزية)